# Santa Maria de Conesa
Santa Maria és una església gòtica a Conesa construïda entre el 1335 i el 1347 pel mestre d'obres Guillem Pedrola de Guimerà.

## Història

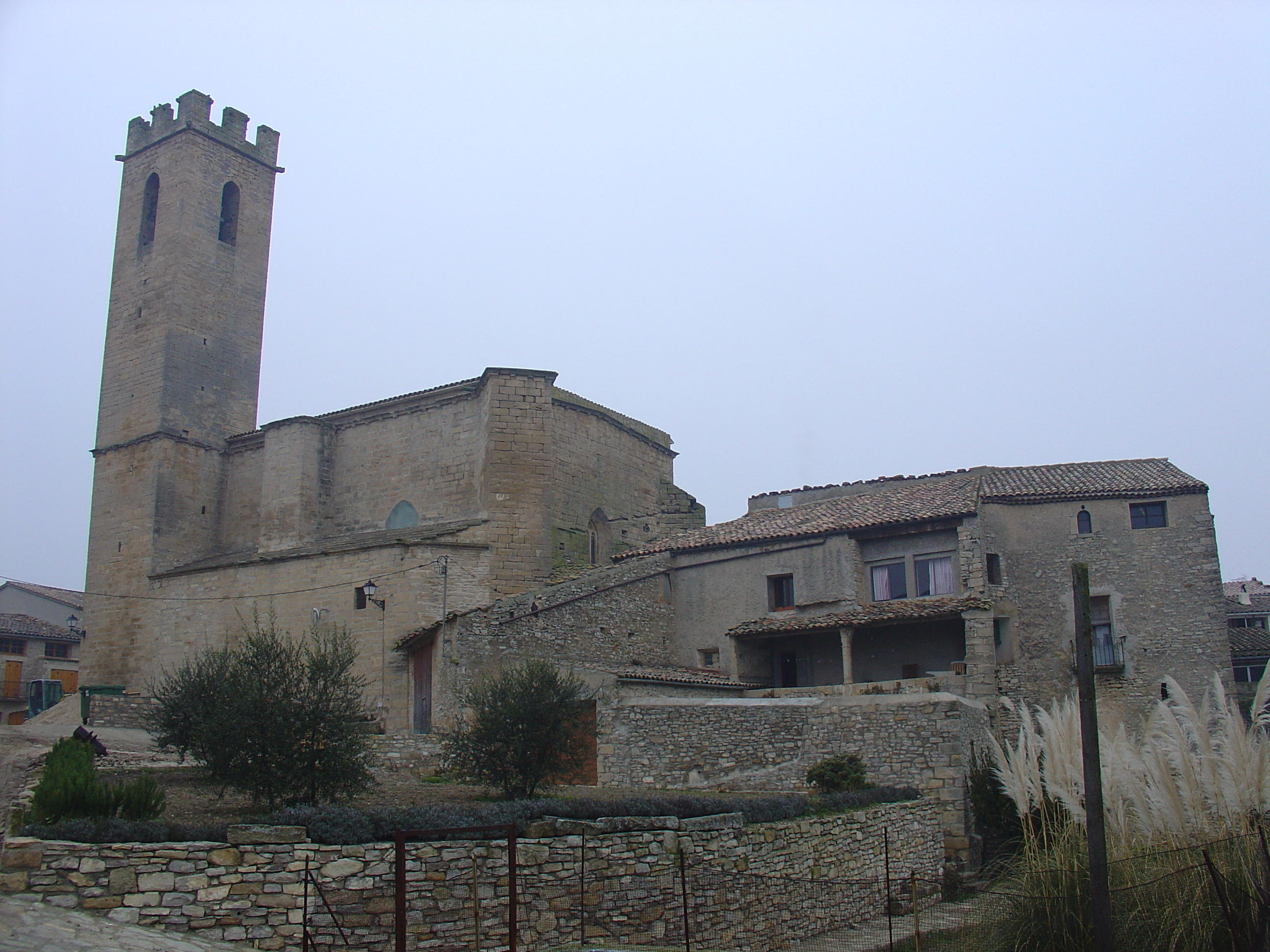
Conesa (Conca de Barberà), parroquial de Sta. Maria, 2001.

A finals del segle xiii, el monestir de Santes Creus començà a tenir drets sobre Conesa, que s'anaren incrementant el segle següent fins a aconseguir, l'any 1383, el ple domini sobre el lloc. La situació es mantingué fins a la fi de l'antic règim.
La parròquia de Santa Maria de Conesa es començà a organitzar el segle xii, poc després de la repoblació; d'antuvi va estar adscrita al bisbat de Vic, però a mitjan segle xii passà a dependre de l'arquebisbat de Tarragona. No coneixem res del primitiu temple romànic dels primers temps, però s'han conservat documents -fet no gaire habitual¬- sobre la construcció de l'actual església, un edifici gòtic del segle xiv. Es tracta d'unes notes inèdites recollides de l'arxiu parroquial per Tomàs Capdevila mentre era rector de Conesa l'any 1936. Aquestes notícies han estat publicades en una monografia sobre Conesa.
Segons aquestes notes, el pati on hi ha l'església fou adquirit el 1335 per 360 sous, la qual cosa indica que no devia ser al mateix indret on hi havia l'església antiga (aquesta devia ser al castell que feu enderrocar l'abat Contijoch de Santes Creus el segle xvi per construir la casa delmera del monestir). Aquell mateix 1335, els jurats de la vila i el mestre de cases Guillem Pedrola de Guimerà formalitzaren el contracte de construcció del temple. Les obres s'allargaren fins a 1347, any en què es paralitzaren i deixaren sense construir un tercer tram de la nau al costat de ponent, que ja no es bastí.

## Interior

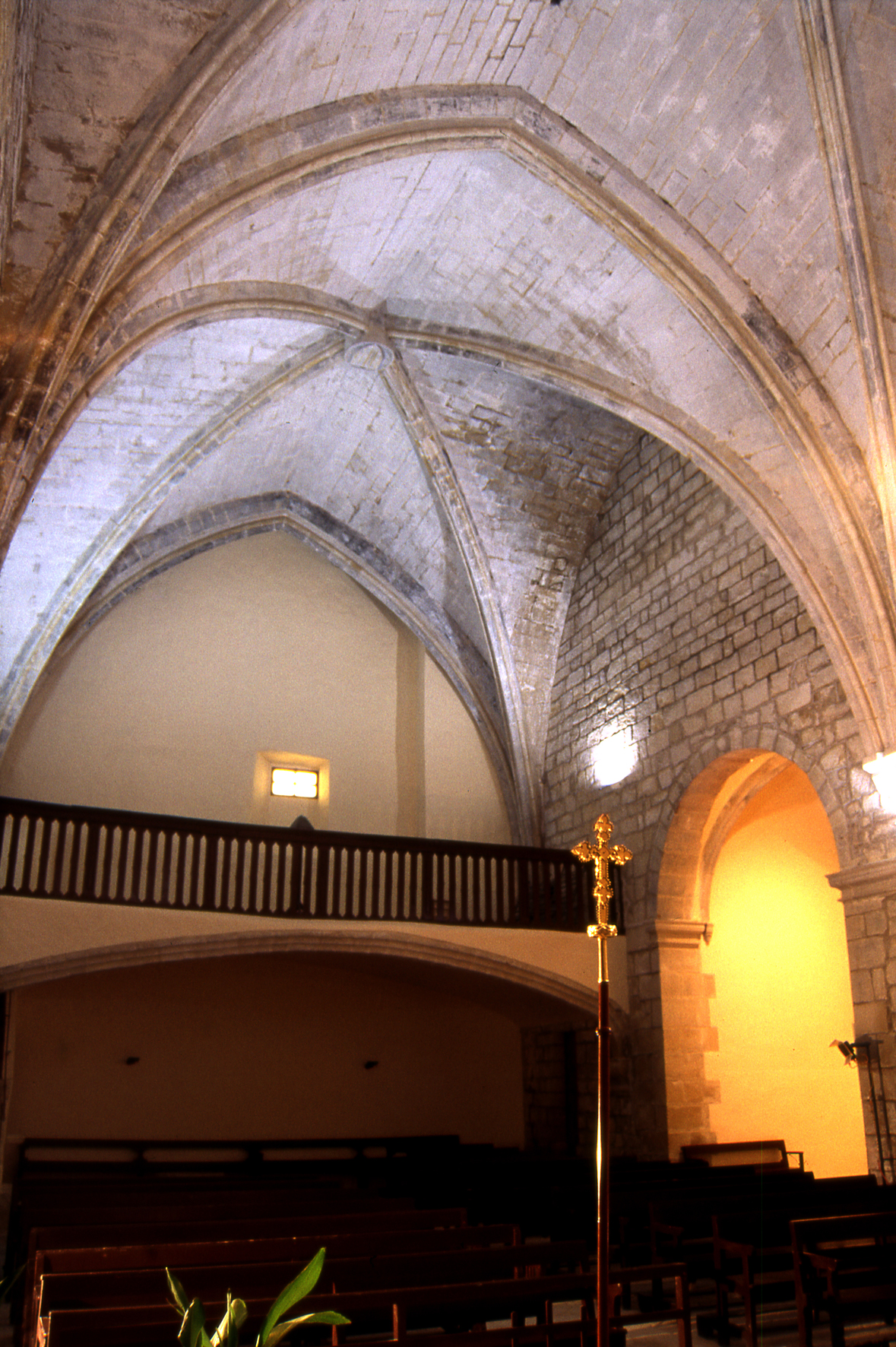
Conesa (Conca de Barberà), parroquial de Sta. Maria, interior. 2001.

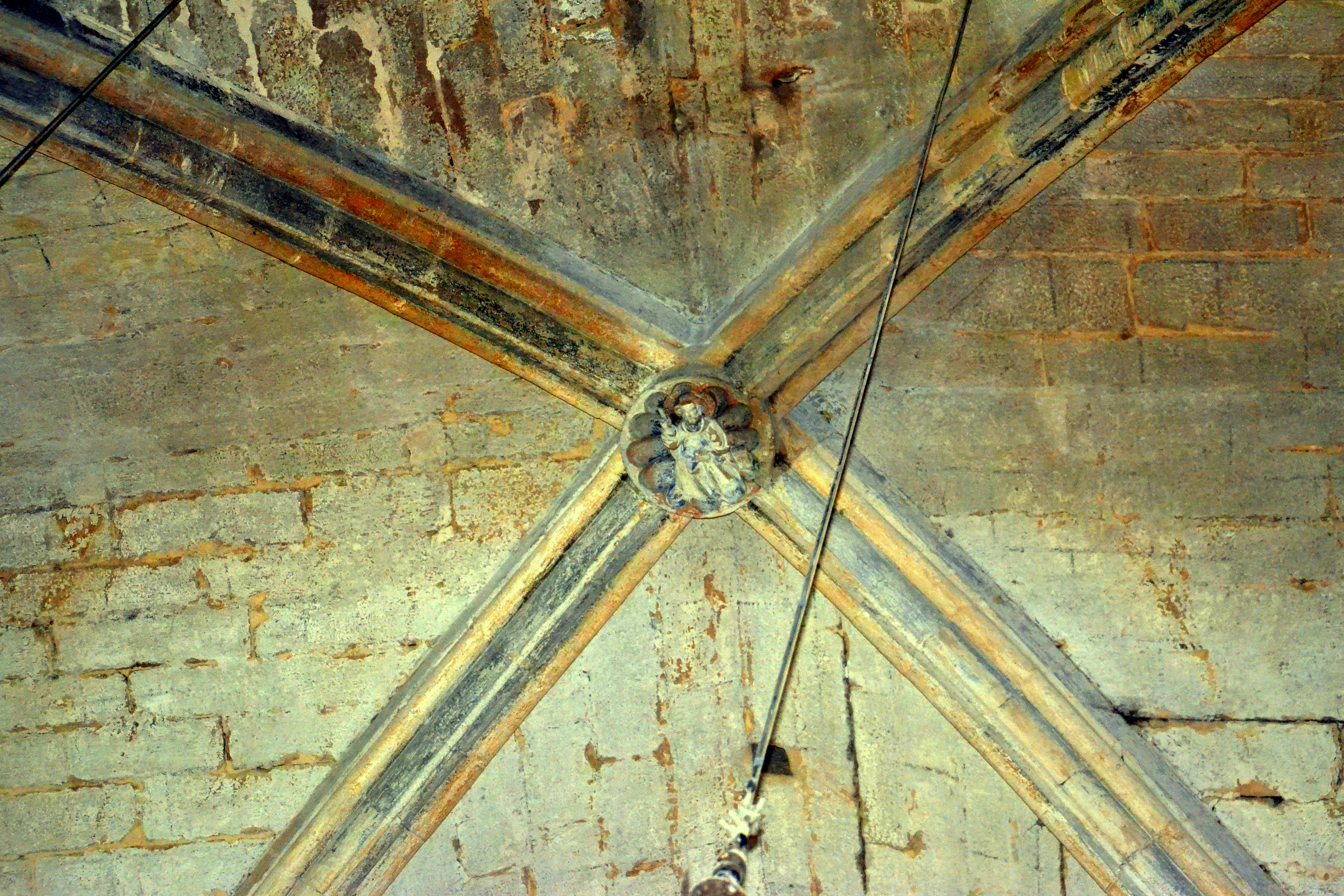
Clau de volta de l'església de Conesa

El temple de Santa Maria de Conesa és un edifici obrat totalment de pedra, amb carreus mitjans tallantats on s'aprecien nombrosos senyals de picapedrer. La capçalera està orientada canònicament a llevant i té una sola nau de planta rectangular i capçalera plana. Els murs fan 1,30 m de gruix i la coberta és una volta de creueria ogival que divideix l'interior en dos trams iguals i quadrats. En planta la fàbrica fa 19 m de llarg per 9,5 m d'ample, i en alçat, a les claus, 14 m, de manera que, si s'hagués acabat com preveia el projecte, el temple tindria 28,5 de llarg...
Els arcs de la volta de creueria tenen les típiques motllures mamil·lars (bossell amb filet ressaltat), i claus discoïdals esculturades amb restes de policromia. A la del presbiteri hi ha un Pantocràtor, i a l'altra, un escut: de gules, quatre pals de sable (o d'atzur).
El presbiteri ocupa la meitat del tram est i, com és normal en aquestes plantes, res no el distingeix sinó l'elevació d'un parell de pams en relació amb el nivell de la nau. Al mur lateral, costat de l'evangeli, hi ha un arcosoli amb arc de mig punt que ara no té cap funció.

## Exterior
A l'exterior hi ha contraforts diagonals a les cantonades de la capçalera i contraforts als murs laterals que es corresponen amb l'estructura de la volta. Els murs són coronats per una cornisa en forma de cavet, que recolza en permòdols llisos.
Adossats al costat sud de l'església i ocupant quadrats iguals, hi ha la sagristia, dues capelles (Sant Esteve i el Roser) i el campanar. La primera i les segones van cobertes d'igual manera: volta de creueria i lloses de pedra al damunt. L'any 1622, ocupant mig tram del peu, fou construït un cor elevat amb una escala arrecerada al mur nord per pujar-hi. També al costat nord, en aquest cas al primer tram, hi ha la capella del Santíssim, d'estil barroc, obrada de maçoneria i tota arrebossada de guix. El campanar és una torre esvelta de 26 m d'altura i secció quadrada fins al cim, que està emmerletada com una guaita militar. Fou construït entre 1399 i 1401 pel mestre de cases Pere Ciroll, quan ja feia més de cinquanta anys que s'havia aturat l'obra de la nau.

## La portalada

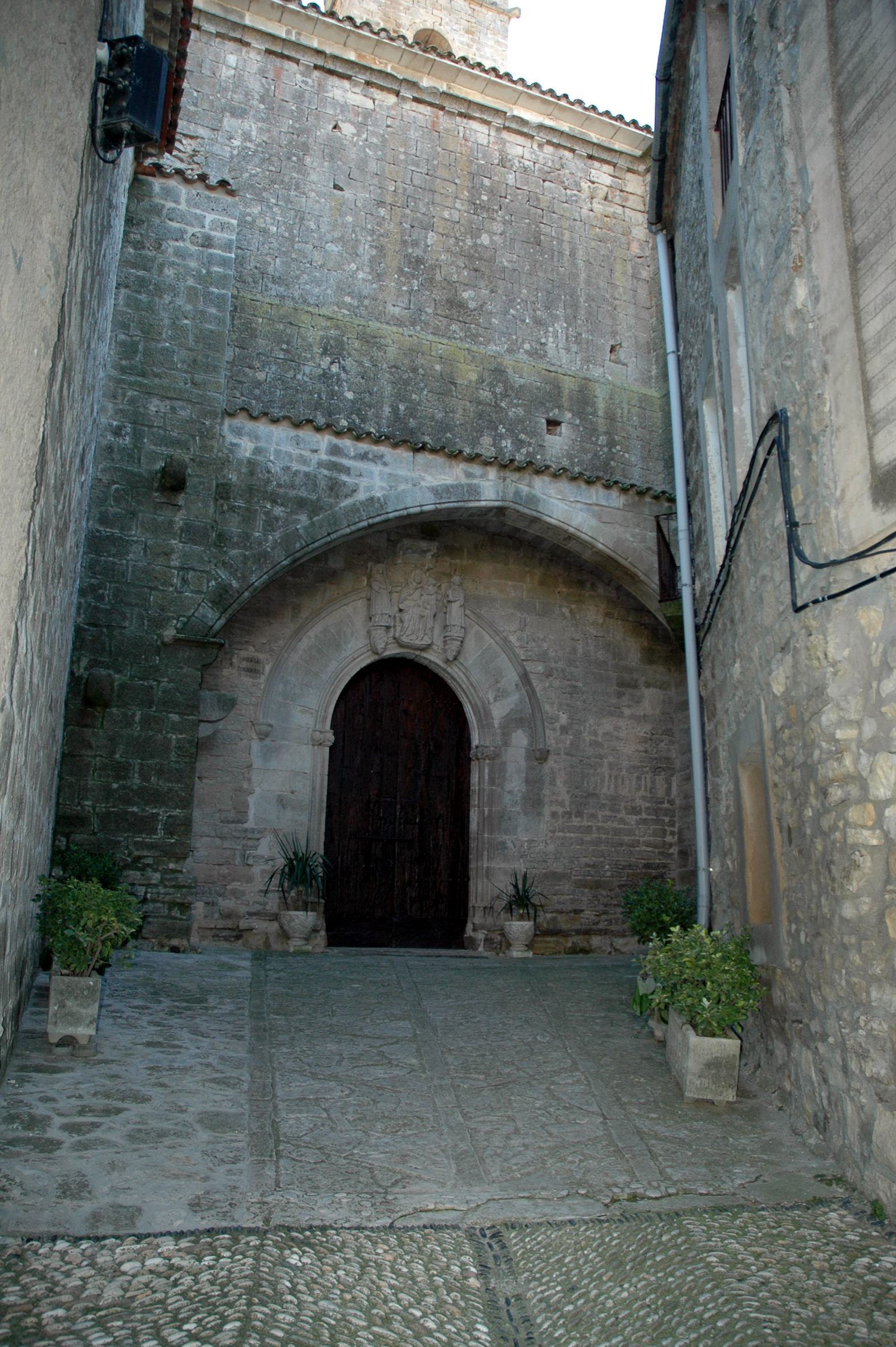
Conesa (Conca de Barberà), parroquial de Sta. Maria, portalada. 2001.

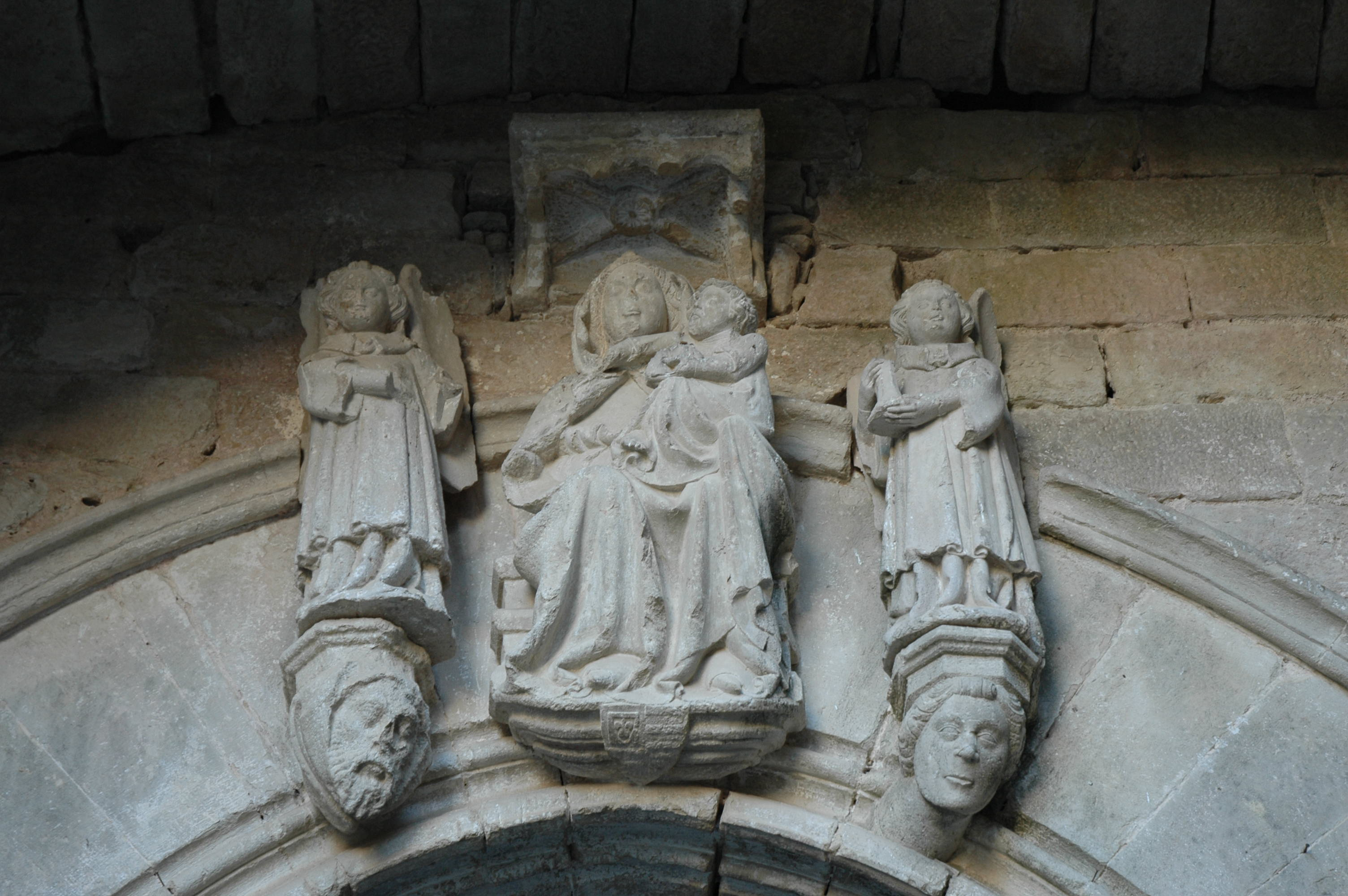
Conesa (Conca de Barberà), parroquial de Sta. Maria, grup escultòric de la Mare de Déu. 2001.

L'element més reeixit del temple és el conjunt que formen, al costat nord del peu, la porta i una porxada que la precedeix. La porta té arc de mig punt obrat amb dovelles llargues i amples que tenen l'intradós motllurat i l'extradós resseguit per un guardapols. De les dovelles més altes emergeix un grup escultòric format per una Mare de Déu i dos àngels ceroferaris. El pòrtic, que precedeix la portalada i serveix d'aixopluc al grup escultòric, és una mena de voladís de pedra de contorn apuntat, que s'aguanta en els contraforts laterals. D'aquesta part de l'edifici, acabada el 1340, el contracte donava tota mena de detalls (dels àngels, per exemple, deia que havien de ser «practicables», que devia voler dir exempts).
A l'interior de l'església es conserva una creu processional d'argent del segle xv.